# Alexandre Iddir
Alexandre Iddir (ur. 21 lutego 1991) – francuski judoka. Dwukrotny olimpijczyk. Zajął siódme miejsce w Rio de Janeiro 2016 i siedemnaste w Tokio 2020, gdzie również zdobył złoty medal w turnieju drużynowym. Walczył w wadze średniej i półciężkiej.
Siódmy na mistrzostwach świata w 2021; uczestnik zawodów w 2014, 2015, 2018 i 2019. Startował w Pucharze Świata w latach 2011–2013, 2017, 2019 i 2022. Brązowy medalista mistrzostw Europy w 2014 i 2021; piąty w 2016. Wygrał w drużynie igrzyska europejskie w 2015. Trzeci na igrzyskach śródziemnomorskich w 2018 roku.

## Letnie Igrzyska Olimpijskie 2016
| Konkurencja | Eliminacje               | Eliminacje           | Eliminacje          | Repasaże             | Klas. końcowa |
| Konkurencja | Przeciwnik I             | Przeciwnik II        | 1/4                 | Przeciwnik I         | Miejsce       |
| ----------- | ------------------------ | -------------------- | ------------------- | -------------------- | ------------- |
| 90 kg       | Ciril Grossklaus (SUI) Z | Colton Brown (USA) Z | Mashu Baker (JPN) P | Marcus Nyman (SWE) P | 7.            |

## Letnie Igrzyska Olimpijskie 2020
| Konkurencja | Eliminacje             | Klas. końcowa |
| Konkurencja | Przeciwnik I           | Miejsce       |
| ----------- | ---------------------- | ------------- |
| 100 kg      | Zielim Kocojew (AZE) P | 17.           |

## Odznaczenia
- Chevalier Orderu Legii Honorowej – 2021[8]